# Acrosternum
Az Acrosternum a félfedelesszárnyúak (Hemiptera) rendjében a poloskák (Heteroptera) alrendjébe sorolt címerespoloska-alkatúak (Pentatomomorpha) öregcsalád névadó valódi címeres poloskák (Pentatomini) nemzetségének egyik neme.
A fajok elkülönítése meglehetősen nehéz. Egyes taxonómiai rendszerek, pl. az Észak-dakotai Állami Egyetemé a nemet nem ismerik el. Más rendszerek ide sorolták át a Nezara nem a Mediterráneumban is előforduló fajait:
- Acrosternum heegeri[4] és
- Acrosternum millierei.[5]

Az ITIS rendszere a nemben egy alnemet is szerepeltet: Acrosternum (Chinavia) Orian, 1965